# Рудаково (Смоленская область)
Рудаково — деревня в Холм-Жирковском районе Смоленской области России. Входит в состав Лехминского сельского поселения. Население — 16 жителей (2007 год). 
Расположена в северной части области в 3 км к северо-западу от Холм-Жирковского, в 44 км севернее автодороги М1 «Беларусь». В 13 км западнее деревни расположена железнодорожная станция Канютино на линии Дурово — Владимирский Тупик. 

## История
В годы Великой Отечественной войны деревня была оккупирована гитлеровскими войсками в октябре 1941 года, освобождена в марте 1943 года.